# Катастрофа Ил-12 в Минске
Катастрофа Ил-12 в Минске — авиационная катастрофа, произошедшая в ночь на четверг 21 июля 1960 года в Минском аэропорту с самолётом Ил-12 компании Аэрофлот, в результате которой погибли 8 человек.

## Самолёт
Ил-12 (Ил-12П) с заводским номером 83012902 (серийный — 29-02) был выпущен заводом «Знамя Труда» (Москва) в 1949 году. Его продали Главному управлению гражданского воздушного флота, где он получил регистрационный номер СССР-Л1725 и был передан во Внуковский авиаотряд МУТА. В 1951 году авиалайнер был переведён в Восточно-Сибирское территориальное управление гражданского воздушного флота, а к 20 сентября 1958 года — в Украинское территориальное управление ГВФ, при этом уже под регистрационным номером СССР-01405. На момент происшествия лайнер относился к 88-му (Львовскому) авиатранспортному отряду. Его общая наработка составляла 13 706 часов. Пассажировместимость салона составляла 21 место.

## Экипаж
Экипаж из 88 авиаотряда имел следующий состав:
- Командир (КВС) — Кривецкий Иван Андреевич;
- Второй пилот — Моисеев Валентин Павлович;
- Бортмеханик — Борисов Александр Иванович;
- Бортрадист — Пузиков Борис Иванович.

## Катастрофа
Самолёт выполнял пассажирский рейс 414 из Ленинграда во Львов с промежуточными посадками в Вильнюсе и Минске. 20 июля в 15:35 МСК рейс 414 вылетел из Ленинграда и в 19:20 благополучно прибыл в Вильнюс. В это время Минский аэропорт был закрыт из-за грозы, поэтому рейс 414 был вынужден задержаться. Наконец в 22:00 аэропорт был открыт, поэтому в 22:45 авиалайнер вылетел из Вильнюса и в 23:28 приземлился в Минске. Здесь экипаж начал готовиться к полёту в Львов. На борту находились 24 пассажира, в том числе один ребёнок. В Минске в это время стояла тихая малооблачная погода, видимость достигала 10 километров.
21 июля в 00:32 экипаж начал взлёт с грунтовой полосы. Сама полоса после дождя была ещё размокшей, и на ней имелись лужи. Ил-12 пробежал 650 метров, после чего на малой скорости с высоко поднятым носом кратковременно оторвался от полосы. Однако затем лайнер 4 раза кратковременно касался земли, после чего в 750 метрах от начала разгона наконец поднялся в воздух. Однако при этом самолёт вошёл в левый крен, после чего, медленно набирая высоту, начал уклоняться влево в сторону автобазы. Пролетая над автобазой на высоте 7 метров, Ил-12 зацепился за провода освещения, после чего сбил находящийся на крыше здания прожектор. После этого центропланом авиалайнер врезался в столб и оборвал высоковольтные провода. Теряя скорость, самолёт начал врезаться в грузовые автомобили, забор и станки. Правую плоскость оторвало, после чего Ил-12 пробил забор и рухнул в расположенный за ним котлован трёхметровой глубины. Передняя часть фюзеляжа при этом была полностью разрушена, а хвостовую оторвало. Возникшие пожары были быстро ликвидированы. На борту погиб весь экипаж и 3 пассажира, то есть всего 7 человек. Восьмой жертвой стал один из шофёров аэропорта, который при попытке оказать помощь наступил на оборванный при катастрофе провод высокого напряжения, который в тот момент ещё находился под питанием.

## Расследование
Минский аэропорт был закрыт из-за грозы с 19:30 до 22:00. При этом перед открытием исполняющий обязанности руководителя полётов Ерастов лично осмотрел грунтовую полосу, после чего сообщил заместителю командира 104-го (Минскому) авиаотряда, что аэропорт можно открывать для приёма и выпуска самолётов. Заместитель командира авиаотряда согласился с мнением диспетчера и дал указание открыть аэропорт. Когда аэропорт был открыт, Ерастов не стал предупреждать экипажи и смену диспетчеров, о том, в каком состоянии находится поверхность размокшей полосы. Затем, когда его сменил Бондарев, то Ерастов при передаче смены сказал, что полоса находится в удовлетворительном состоянии, а потому пригодна для использования. Так как была уже ночь, то Бондарев не стал специально осматривать полосу на предмет её пригодности к ночным полётам, а также, как и Ерастов, не стал предупреждать диспетчеров и экипажи, чтобы те обращали внимание на состояние взлётно-посадочной полосы.
Также выяснилось, что на 21-местный самолёт было продано 23 взрослых и 1 детский билет, то есть на 2 человека больше. Это произошло из-за путаницы в отделах перевозок в Вильнюсском и Минском аэропортах. В данной ситуации командир экипажа решил не ссаживать лишних пассажиров, вместо этого поместив их в переднем грузовом отделении.
Основным виновником катастрофы комиссия назвала погибшего командира Кривецкого, который при взлёте оторвал самолёт от земли раньше времени, на малой скорости и при высоком угле атаки, в результате чего самолёт, заваливаясь, перешёл в левый крен, а потом начал совершать левый разворот, пока не врезался в препятствия. Способствовали катастрофе размокшая поверхность полосы, из-за чего загрязнялась нижняя поверхность крыла, тем самым ухудшая его аэродинамику, а также нарушения руководителей полётов Ерастова и Бондарева, которые не предупреждали экипажи о размокшей полосе, так как совершенно не придавали этому значения и не понимали всей сложности выполнения взлёта ночью с размокшего грунтового покрытия.